# Julius Muthig
Julius Muthig (Aschaffenburg, 9 maggio 1908 – Idstein, 19 dicembre 1989) è stato un medico tedesco dei campi di concentramento e leader delle SS durante gli anni del nazionalsocialismo.

## Biografia
Studiò medicina e nel 1935 conseguì dottorato di ricerca all'Università di Wuerzburg con la tesi eclampsia senza convulsioni.
Dal febbraio 1940 fu medico del campo nel campo di concentramento di Dachau e dal luglio 1940 medico locale nel campo di concentramento di Neuengamme. Dall'aprile 1941 al luglio 1942 fu di nuovo il primo medico del campo a Dachau. Si trasferì poi nel campo di concentramento di Sachsenhausen come primo medico del campo. Dal 1944 ha ricoperto il grado di SS-Sturmbannführer nelle Waffen-SS.
Dopo la guerra non fu chiamato a rispondere nei processi, ma continuò ad esercitare come medico a Idstein, dove era anche residente. Dopo la guerra sposò sua cognata Mathilde Weber, il medico capo degli omicidi per eutanasia presso il T4 Intermediate Institution Kalmenhof a Idstein.